# Annarita Sidoti
Annarita Sidoti (* 25. Juli 1969 in Gioiosa Marea, Provinz Messina; † 21. Mai 2015 ebenda) war eine italienische Leichtathletin in der Disziplin Gehen. Bei einer Körpergröße von 1,50 m betrug ihr Wettkampfgewicht 42 kg.
Sidoti nahm an den Olympischen Spielen 1992, 1996 und 2000 teil und ging dort über die 10-km- bzw. die 20-km-Distanz an den Start. Zudem gehörte sie dem italienischen Aufgebot bei sechs Weltmeisterschaften an.
2009 wurde bei Sidoti Brustkrebs festgestellt, an dessen Folgen sie sechs Jahre später im Alter von 45 Jahren starb. Sie hinterließ ihren Mann und drei Kinder.

## Olympische Spiele
- 1992: 10 km Gehen: Platz 7 in 45:23 min
- 1996: 10 km Gehen: Platz 11 in 43:57 min
- 2000: 20 km Gehen: aufgegeben

## Weltmeisterschaften
- 1991: 10 km Gehen: Platz 9 in 44:18 min
- 1993: 10 km Gehen: Platz 9 in 44:13 min
- 1995: 10 km Gehen: Platz 13 in 44:06 min
- 1997: 10 km Gehen: Platz 1 in 42:55,49 min
- 1999: 20 km Gehen: aufgegeben
- 2001: 20 km Gehen: Platz 8 in 1:31:40 h

## Europameisterschaften
- 1990: 10 km Gehen: Platz 1 in 44:00 min
- 1994: 10 km Gehen: Platz 2 in 42:43 min
- 1998: 10 km Gehen: Platz 1 in 42:49 min
- 2002: 20 km Gehen: Platz 8 in 1:31:19 h

## Hallengehen
- Hallen-EM 1990: 3000 m Gehen: Platz 3 in 12:27,94 min
- Hallen-EM 1992: 3000 m Gehen: Platz 4 in 12:04,51 min
- Hallenweltmeisterschaften 1993: 3000 m Gehen: Platz 6 in 12:04,16 min
- Hallen-EM 1994: 3000 m Gehen: Platz 1 in 11:54,32 min

## Persönliche Bestzeiten
- 10 km: 41:46 min (1994)
- 20 km: 1:28:38 h (2000)

## Auszeichnungen
- Italiens Sportlerin des Jahres (La Gazzetta dello Sport): 1990